# Кумкурган
Кумкурган (узб. Qumqoʻrgʻon / Қумқўрғон) — город в Сурхандарьинской области Узбекистана, административный центр Кумкурганского района.
Статус города — с 1971 года (до этого имел статус посёлка городского типа). В городе расположена одноимённая железнодорожная станция — узел на линии Термез — Душанбе — Гузар.

## Промышленность
В городе размещены предприятия промышленности строительных материалов.

## Население
| 1970 | 1979 | 1989   |
| ---- | ---- | ------ |
| 6283 | 8216 | 12 173 |